# Брусноволовський Погост
Бру́сново́ловський Пого́ст (рос. Брусноволовский Погост) — присілок у складі Нюксенського району Вологодської області, Росія. Входить до складу Городищенського сільського поселення.

## Населення
Населення — 85 осіб (2010; 98 у 2002).
Національний склад (станом на 2002 рік):
- росіяни — 100 %